# Wolfgang Laur
Wolfgang Laur (* 1. Dezember 1921 in Riga; † 26. August 2009 in Schleswig) war ein deutscher Philologe.

## Leben
Wolfgang Laur studierte von 1940 bis 1942 Germanistik und Nordische Philologie an den Universitäten Greifswald, Posen um dann bis 1945 das Studium durch den Kriegsdienst zu unterbrechen. Nach dem Krieg verschlug es ihn nach Schleswig, von wo er seine Studien in Kiel wieder aufnahm. Dort promovierte er 1949 bei Siegfried Gutenbrunner mit der Arbeit Germanische Heiligtümer im Herzogtum Schleswig im Spiegel der Ortsnamen und Ortssagen. Danach arbeitete er als Referent für Orts- und Flurnamenforschung bei der schleswig-holsteinischen Arbeitsgemeinschaft für Landes- und Volkstumsforschung; ab 1955 leitete er die Volkshochschule Schleswig, und von 1962 bis zu seinem Ruhestand war er wissenschaftlicher Angestellter beim Landesarchiv Schleswig-Holstein.
Laurs wissenschaftliches Interesse galt insbesondere der Orts-, Flur- und Gewässernamenforschung. Sein bekanntestes Werk ist das Historische Ortsnamenlexikon von Schleswig-Holstein, das 1967 in erster und 1992 in zweiter Auflage erschien. Sein wissenschaftlicher Nachlass ist mittlerweile vollständig erschlossen und über das Landesarchiv zugänglich.
Postum erschien 2012 sein Handbuch Die Orts- und Gewässernamen der Freien und Hansestadt Hamburg.

## Ehrungen
- 1985: Joost-van-den-Vondel-Preis der Stiftung F.V.S. zu Hamburg
- 2006: Schleswig-Holstein-Medaille des Landes Schleswig-Holstein[2]

## Schriften (Auswahl)
- Germanische Heiligtümer im Herzogtum Schleswig im Spiegel der Ortsnamen und Ortssagen. Diss., Univ. Kiel 1949.
- Fositesland und die Bernsteininsel. In: Zeitschrift der Gesellschaft für Schleswig-Holsteinische Geschichte (ZSHG). Band 74/75 (1951), S. 416–443.
- Noch einmal Heiligland und Fositesland. In: ZSHG. Band 78 (1954), S. 272–279.
- Die Schleswig-Holsteinische Flurnamensammlung. In: ZSHG. Band 83 (1959), S. 245–247.
- Ortsnamen auf -marschen in Holstein. Erwiderung. In: ZSHG. Band 83 (1959), S. 248–252.
- Itzehoe, eine ortsnamenkundliche Studie. In: ZSHG. Band 81 (1957), S. 247–251.
- Riga (= Lautbibliothek der deutschen Mundarten. 9). Göttingen 1958.
- Zum Namen Flensburg. In: ZSHG. Band 84 (1960), S. 247–252.
- Der Flußname Eider. In: ZSHG. Band 87 (1962), S. 263–271.
- Gau, Go und Goding. In: ZSHG. Band 90 (1965), S. 9–28.
- Historisches Ortsnamenlexikon von Schleswig-Holstein (= Gottorfer Schriften. Band 8). Schloss Gottorf (Schleswig) 1967 (zur 2. Auflage siehe unten).
- Namenforschung in Schleswig-Holstein. Größere Vorhaben. In: ZSHG. Band 96 (1971), S. 357–364.
- Syssel und Harde. In: ZSHG. Band 106 (1981), S. 31–54.
- Gewässernamen in Schleswig-Holstein. Ein Überblick. In: Beiträge zur Namenforschung. Neue Folge. Band 16 (1981), S. 107–124.
- Geschichte der Orts- und Flurnamenforschung in Schleswig-Holstein. In: ZSHG. Band 109 (1984), S. 35–82.
- Der schleswig-holsteinische Eisenwald und die Edda. In: ZSHG. Band 112 (1987), S. 13–26.
- Historisches Ortsnamenlexikon von Schleswig-Holstein (= Veröffentlichungen des Landesarchivs Schleswig-Holstein. Band 28). 2., völlig veränderte und erweiterte Auflage. Wachholtz, Neumünster 1992, ISBN 3-529-02726-X.
- Die Ortsnamen in Schaumburg. Rinteln 1994, ISBN 3-87085-158-9.
- Deutsche Orts-, Landes- und Gewässernamen in den baltischen Ländern. Lüneburg 2001, ISBN 3-932267-32-X.
- (postum:) Die Orts- und Gewässernamen der Freien und Hansestadt Hamburg. Ein historisches Lexikon unter Einbeziehung relevanter Flurnamen. Neumünster 2012, ISBN 978-3-529-02816-8.